# Цвильгмейер, Диккен
Барбара Хенрикке Винд Дое Цвильгмейер, известная как Диккен Цвильгмейер (норв. Barbara Henrikke Wind Daae Zwilgmeyer, Dikken Zwilgmeyer; 20 сентября 1853, Тронхейм — 28 февраля 1913, Конгсберг) — норвежская писательница, известная как автор детских книг, в первую очередь серии об Ингер Йоханне.

## Биография и творчество
Диккен Цвильгмейер родилась в 1853 году в Тронхейме. Её родителями были Петер Густав Цвильгмейер и его жена Маргрета Йёрвел Дое. Когда Диккен было восемь лет, семья переехала в Рисёр, где Петер Густав получил должность судебного пристава. Образования Диккен не получила, но с детства проявляла способности к рисованию и рано начала писать. Её первый рассказ, «En hverdagshistorie» («Повседневная история»), был опубликован в 1884 году в журнале Nyt Tidsskrift. За ним последовали ещё три рассказа, в которых Цвильгмейер выступила с острой социальной критикой, но особого успеха они не имели.
В 1888 году Цвильгмейер опубликовала, под псевдонимом K. E., в «Иллюстрированном журнале для детей» (Illustreret Tidende for Børn) свой первый детский рассказ, «Afbrudt 17. mai». С этих пор она начала писать для детей, и в 1890 году вышла её первая детская книга — «Мы, дети» (Vi børn, 1890). Книга, повествование в которой велось в первом лице, была опубликована от имени тринадцатилетней девочки Ингер Йоханны. История имела большой успех, и впоследствии Цвильгмейер написала ещё 11 книг об Ингер Йоханне, причём многие читали думали, что автором действительно является девочка-подросток. Смелая и независимая, Ингер Йоханна стала новаторским образом в детской литературе, совершенно непохожим на персонажей традиционной прозы для девочек. В 1927 году приключения Ингер Йоханны были изданы на русском языке под заглавием «Весёлые приключения норвежской девочки» (перевод, с английского языка, выполнил М. Горбунов-Посадов).
Другие детские книги Диккен Цвильгмейер глубже и психологичней, чем озорные истории об Ингер Йоханне. Так, в повести «Четыре кузины» речь идёт об одинокой пожилой женщине, которая приглашает четырёх своих внучек — детей её взрослых дочерей, живущих в разных частях Норвегии — пожить в течение года у неё на ферме. Помимо подробных описаний окружающей природы, в книге даны живые, индивидуальные портреты четырёх девочек и их бабушки. Одну из «кузин», Анникен, Цвильгмейер впоследствии сделает главной героиней в продолжении повести, озаглавленном «Anniken Præstgaren». 
В 1895 году Диккен Цвильгмейер написала сборник рассказов для взрослой аудитории, «Som kvinder er» («Женщины таковы»), в котором с горькой иронией описывала непростую жизнь одиноких незамужних женщин, чьи надежды терпят крах, а таланты остаются нереализованными. В 1896 году вышел роман «Ungt Sind» («Юный ум»). Однако ни у читателей, ни у критиков эти произведения признания не нашли, и Цвильгмейер надолго перестала писать книги для взрослых.
Диккен Цвильгмейер не была замужем и не имела детей. В последние годы жизни она много болела и жила в санатории, где подружилась с одной из пациенток, Ингой Эдегор. Впоследствии Эдегор пригласила писательницу жить вместе с ней, её мужем и детьми.
Диккен Цвильгмейер умерла в 1913 году в Конгсберге. Сигрид Унсет в статье, посвящённой её памяти, писала, что Цвильгмейер имела две литературные ипостаси: «светлой» детской писательницы и жёсткого критика общественного устройства. 